# Mattia Battistini
Mattia Battistini (n. Contigliano, Roma, 27 de febrero de 1856-f. Rieti, 7 de noviembre de 1928) fue un célebre barítono italiano llamado el "Rey de los Barítonos".
Su técnica virtuosa y la belleza intrínseca de su voz le dieron fama internacional, es considerado el último de los exponentes originales del bel canto.

## Trayectoria
Creció cerca de Rieti en una familia acomodada con excelentes contactos, su abuelo y su tío fueron los médicos personales del Papa y su padre, Cavaliere Luigi Battistini, profesor de anatomía en la Universidad de Roma. Asistió a las mejores escuelas y fue destinado a estudiar leyes pero ante la desesperación de su madre, Elena Tommasi, se dedicó a estudiar canto, primero con Emilio Terziani y luego con el famoso Venceslao Persichini (profesor de Francesco Marconi, Antonio Magini-Coletti, Titta Ruffo y Giuseppe De Luca). 
Debutó en el Teatro Argentina en La favorita en 1878, hizo giras por Italia con La forza del destino, Il trovatore, Rigoletto, Il Guarany, Gli Ugonotti, Dinorah, L’Africana, I Puritani, Lucia di Lammermoor, Aida y Ernani.
En 1881 viajó a Buenos Aires y en 1882 se consagró en Barcelona y Madrid como Fígaro de Rossini, papel que lo inmortalizará. 
En 1883 debuta en Covent Garden en Puritani con Marcella Sembrich, Francesco Marconi y Edouard de Reszke.
En 1888 debuta en La Scala y regresa por última vez a Buenos Aires. Nunca actuó en Estados Unidos aparentemente por pánico a los viajes transatlánticos.
Jules Massenet adapta su ópera Werther para tenor bajándola para la tessitura de barítono, sólo para Battistini.
A partir de 1892 canta en Moscú y San Petersburgo, se transforma en ídolo y regresa 23 temporadas. Hace en Varsovia su base y viaja en un lujoso tren propio a Odessa, Kiev y otras plazas. Asimismo en París (1907), Lisboa, Barcelona, Madrid, Milán, Berlín, Viena, Praga y Budapest.
Se casa con una noble española, Doña Dolores de Figueroa y Solis, prima segunda del Conde de Romanones. Y tiene residencia en Membrilla.
Después de la Primera Guerra Mundial y la Revolución Rusa regresa a Rieti, ofrece conciertos hasta los 72 años de edad, el último en Graz en 1927.
Sufre de una condición cardíaca que le provoca la muerte en 1928.